# Ras El Oued
Ras El Oued (em árabe: رأس الوادي), anteriormente Tocqueville, é uma cidade e comuna localizada na província de Bordj Bou Arreridj, Argélia. Segundo o censo de 2008, a população total da cidade era de 51 482 habitantes.